# لواء ديلوفانا
لواء ديلوفانا، المعروف أيضًا باسم إس إس-لواء شتورم Dirlewanger (1944)،  أو 36 Waffen Grenadier Division of SS ((بالألمانية: 36. Waffen-Grenadier-Division der SS)) Waffen-Grenadier-Division der SS) ، أو الصيادون السود  ، كانت وحدة تابعة بفافن إس إس خلال الحرب العالمية الثانية. قاد الوحدة أوسكار ديرليوانجر، وكانت تتألف من مجرمين عنيفين أدينوا بارتكاب جرائم كبرى مثل القتل العمد والاغتصاب والحرق العمد والسطو الذين كان من المتوقع أن يموتوا قتالاً على خط الجبهة. تم تشكيلها في الأصل من أجل واجبات مكافحة التمرد ضد حركة المقاومة البولندية، وتم استخدامها في أعمال مكافحة العصابات («قتال قطاع الطرق») في أوروبا التي تحتلها ألمانيا. وخلال العمليات، قامت الوحدة بالنهب والقتل الجماعي للمدنيين.
شاركت الوحدة في بعض حملات الإرهاب الأكثر شهرة في الحرب العالمية الثانية في روسيا البيضاء، حيث اكتسبت سمعة داخل فافن-غس إس بارتكاب الفظائع. حاول العديد من قادة الجيش وقوات الأمن الخاصة إزالة ديلوفانا من الإس إس وحل الوحدة، على الرغم من أنه كان لديها رعاة وداعمين داخل الجهاز النازي الذين تدخلوا نيابة عنهم. شاركت وحدته في تدمير وارسو، وذبح ~ 100000 من سكان المدينة خلال انتفاضة وارسو. وشاركت في القمع الوحشي للانتفاضة الوطنية السلوفاكية في عام 1944. ولّد تشكيل ديلوفانا الخوف في جميع أنحاء مؤسسات فافن-إغس إس، بما في ذلك المكتب الرئيسي لقيادة قوات الأمن الخاصة (مقر قيادة SS) واكتسب سمعة سيئة باعتبارها وحدة الإس إس الأكثر إجرامية وشناعة في آلة الحرب الهتلرية النازية.

## أوسكار ديلوفانا

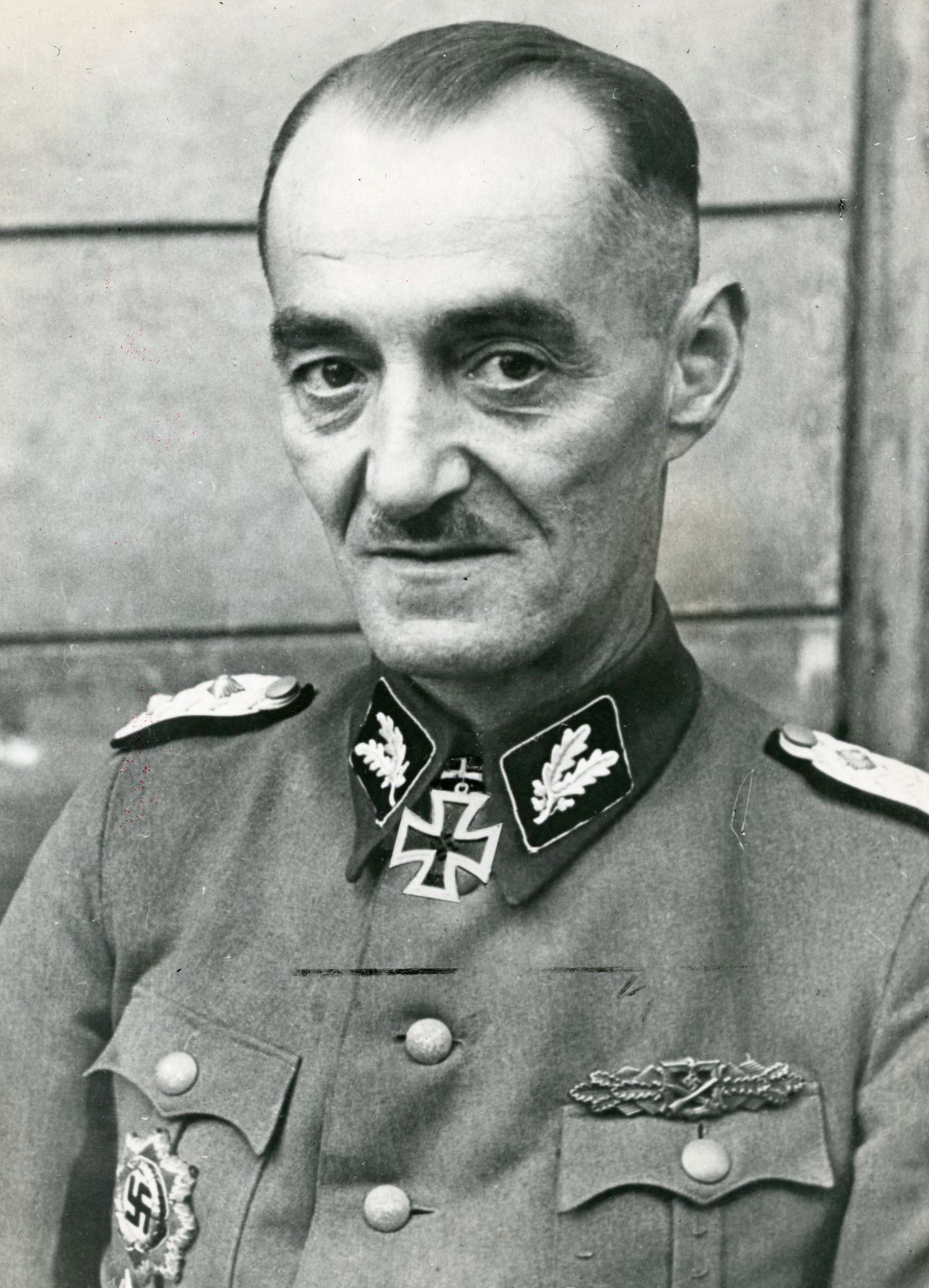
أوسكار ديلوفانا في عام 1944

يرتبط لواء ديلوفانا بقائده، أوسكار ديلوفانا، وهو سادي يدعى أنه أكثر رجل شرير في الإس إس. بعد تلقي الصليب الحديدي من الدرجة الأولى والثانية أثناء خدمته في جيش فورتمبيرغ خلال الحرب العالمية الأولى، انضم إلى فرايكوربس وشارك في سحق الثورة الألمانية 1918-1919. انضم إلى الحزب النازي في عام 1923. بعد التخرج من جامعة سيتيزنز، عمل في أحد البنوك ومصنع ملابس محبوكة بالصنارة. أصبح مدمنًا على الكحول، وفي عام 1934 أدين بالاغتصاب القانوني لفتاة تبلغ من العمر 14 عامًا وسرقة ممتلكات حكومية. طرده الحزب النازي وأجبره فيما بعد على إعادة تقديم طلب العضوية. بعد قضاء عقوبة بالسجن لمدة عامين، تم إطلاق سراحه. بعد فترة وجيزة، ألقي القبض عليه مرة أخرى بتهمة الاعتداء الجنسي. تم اعتقاله في معسكر اعتقال. اتصل ديلوفانا اليائس بجوزيف بيرغر، الرفيق القديم في فرايكروبس الذي عمل بشكل وثيق مع هاينريش هيملر، رئيس شوتزشتافل. كفل بيرغر إطلاق سراح صديقه، وبعد ذلك سافر إلى إسبانيا للتجنيد في الفيلق الإسباني. ثم انتقل لاحقًا إلى فيلق الكندور، وهي وحدة ألمانية قاتلت في الحرب الأهلية الإسبانية (1936-1939) لصالح فرانكو فالانج إسبانولا.
بعد العودة إلى ألمانيا عام 1939، انضم إلى ألجيماينه إس إس (General-SS) برتبة إس إس- أونتشتونفوهرر . في منتصف عام 1940، بعد غزو بولندا، رتب بيرغر لديلوفانا لتدريب وحدة عسكرية للبارتزيان تحت سيطرته، تتكون من رجال أدينوا بالصيد غير المشروع.

## تكوين
في 23 مارس 1940، تلقت إدارة في وزارة العدل مكالمة هاتفية من مقر هيملر لإبلاغهم بأن هتلر قرر إصدار «أحكام مع وقف التنفيذ لما يسمى ب» الصيادين المحترمين«، واعتمادًا على سلوكهم في الجبهة يتقرر العفو عنهم». تم إرسال تأكيد لأمر هتلر يحدد أنه يجب أن يكون الصيادون من البافاريون والنمساويون قدر الإمكان، وأن لا يكونوا مذنبين في الجرائم التي تنطوي على وضع المصيدة، وأن يتم تسجيلهم في شوتزينفيرين. كان على الرجال الجمع بين معرفتهم بالصيد والمشغولات الخشبية المشابهة لرجال النخبة ياغر التقليديين. في أواخر مايو 1940، تم إرسال ديلوفانا إلى أورانينبورغ لتولي مسؤولية 80 رجلًا مختارًا أدينوا بجرائم الصيد غير المشروع والذين تم الإفراج عنهم مؤقتًا من عقوباتهم. وبعد شهرين من التدريب، تم اختيار 55 رجلاً وأعيد الباقون إلى السجن. في 14 يونيو 1940، تم تشكيل Wilddiebkommando Oranienburg («وحدة Oranienburg Poacher») كجزء من فافن-إس إس. جعل هيملر ديلوفانا قائدها. تم إرسال الوحدة إلى بولندا حيث انضم إليها أربعة ضباط صف من فافن-إس إس تم اختيارهم لسجلاتهم التأديبية السابقة وعشرين مجندًا آخرين. بحلول سبتمبر 1940، بلغ عدد التشكيل أكثر من 300 رجل. تم تعيين إس إس- اوبرستورموهر ديلوفانا بواسطة هيملر. مع التركيز على المجرمين، فقد التركيز الآن على الصيادين، على الرغم من أن العديد من الصيادين السابقين ارتفعوا إلى رتب ضباط الصف لتدريب الوحدة. وانضم إلى الوحدة المدانون بجرائم أخرى أشد، بما في ذلك المجانين الجنائيين.
منذ البداية، تلقى التشكيل انتقادات من كل من الحزب النازي والشوتزشتافل لفكرة كيف يمكن للمجرمين المدانين الذين تم منعهم من حمل السلاح، وبالتالي إعفائهم من التجنيد في الفيرماخت، يمكن أن يكونوا جزءًا من النخبة الشوتزشتافل. تم العثور على حل حيث أعلن أن التكوين لم يكن جزءًا من الشوتزشتافل، ولكن تحت سيطرة الشوتزشتافل. في غضون بضع سنوات، نمت الوحدة لتصبح مجموعة من المجرمين العاديين. وبناءً على ذلك، تم تغيير اسم الوحدة إلى Sonderkommando Dirlewanger («الوحدة الخاصة ديلوفانا»). مع نمو قوة الوحدة، تم وضعها تحت قيادة توتنكوبف-إس إس (التشكيل المسؤول عن إدارة معسكرات الاعتقال) وإعادة تصميمها باسم SS-Sonderbataillon Dirlewanger. في يناير 1942، لإعادة بناء قوتها، تم تفويض الوحدة لتجنيد متطوعين روس وأوكرانيين. بحلول فبراير 1943، تضاعف عدد الرجال في الكتيبة إلى 700 (نصفهم فولكس دويتشه). أصبحت وحدة تابعة لفافن-إس إس مرة أخرى في أواخر عام 1944.
على الرغم من أن شترافباتاليون الأخرى قد حشدت مع استمرار الحرب وتزايدت الحاجة إلى مزيد من القوى العاملة، إلا أن هذه الوحدات العسكرية الجزائية كانت مخصصة للمدانين بارتكاب جرائم عسكرية، في حين أدين المجندين الذين أرسلوا إلى لواء ديلوفانا بارتكاب جرائم كبرى مثل القتل العمد والاغتصاب والحرق العمد السطو. وفر لهم ديلوفانا فرصة لارتكاب فظائع على نطاق واسع لدرجة أنه أثار شكاوى داخل قوات الأمن المتوحشة (بالرغم من أن الإس إس ضم فرق الموت والإبادة إلا أن هذا اللواء فاق كل الوحشية). وقد وصفهم المؤرخ مارتن ويندرو بأنهم «الرعاع المرعبون» من «القاتلين، والمرتدين، والأغبياء الساديين». بعض المسؤولين النازيين نظرو للوحدة نظرة رومانسية، حيث نظروا إلى الرجال على أنهم «رجال ألمان بدائيون نقيون» كانوا «يقاومون القانون».

## التاريخ العملياتي
في الاتحاد السوفياتي، أحرق ديلوفانا النساء والأطفال على قيد الحياة، وتركو الكلاب الجائعة تتغذى عليهم، وحقن اليهود بالستركنين. تظهر محاضر محاكمات نورمبرج أن المدعين السوفييت كثيرا ما كانو يستجوبون المتهمين بارتكاب جرائم حرب على الجبهة الشرقية بشأن معرفتهم بلواء ديلوفانا.

### احتلال بولندا
في 1 أغسطس 1940، تم تعيين ديلوفانا للقيام بواجبات حراسة في منطقة لوبلين (موقع «تحفظ يهودي» أنشأه النازيون بموجب خطة نيسكو) في أراضي الحكومة العامة في بولندا المحتلة. وبحسب الصحفي والمؤلف، ماثيو كوبر، «أينما كانت وحدة ديلوفانا تعمل، كان الفساد والاغتصاب يشكلان جزءًا من الحياة اليومية وكان الذبح العشوائي والضرب والنهب منتشرًا». انزعج فريدريش-فيلهلم كروغر هوهرر إس إس أند بوليزيفوهرر للحكومة العامة بسبب السلوك غير القانوني للواء. أسفرت شكاواه عن نقله إلى بيلاروسيا في فبراير 1942.

### روسيا البيضاء
في روسيا البيضاء (مفوضية الرايخ أوستلاند)، وضعت الوحدة تحت القيادة المحلية لهوهرر إس إس أند بوليزيفوهرر إريك فون ماركا باش. استأنفت ديلوفانا ما يسمى الأنشطة المناهضة للبارتزيان في هذه المنطقة، بالتعاون مع لواء كامينسكي، ميليشيا من الروس تحت قيادة برونيسلاف كامينسكي. كانت الطريقة المفضلة لعمل ديلوفانا هي جمع المدنيين في حظيرة، وإشعال النار فيها وإطلاق النار من الرشاشات على أي شخص حاول الهرب؛ بلغ عدد ضحايا وحدته حوالي 30,000.
وفقا للمؤرخ تيموثي سنايدر:
في سبتمبر 1942، قتلت الوحدة 8,350 يهوديًا في حي بارانوفيتشي، ثم أضافو عليهم 389 شخصًا آخرين سموهم «قطاع الطرق» و1274 «مشتبهًا في انهم من قطاع الطرق». وفقا للمؤرخ مارتن كيتشن، فإن الوحدة «ارتكبت مثل هذه الفظائع المروعة في الاتحاد السوفياتي، في مطاردة البارتزيان، حتى أنه تم استدعاء محكمة قوات الامن الخاصة للتحقيق.» 
في يوم 17 أغسطس عام 1942، توسعت ديلوفانا إلى حجم فوج. كان المجندون من المجرمين والمتطوعين الشرقيين (أوستروبن) والجانحين العسكريين. تأسست الكتيبة الثانية في فبراير 1943 عندما وصلت قوة الفوج إلى 700 رجل، من بينهم 300 مناهضون للشيوعية من الأراضي السوفيتية؛ وتم إعادة تصميم الوحدة باسم SS-Sonderregiment Dirlewanger. في مايو 1943، تم توسيع الأهلية للتطوع للخدمة في الفوج لجميع المجرمين ونتيجة لذلك تم استيعاب 500 رجل مدان في أشد الجرائم خطورة في الفوج. شهد شهري مايو ويونيو مشاركة الوحدة في عملية كوتبوس، وهي عملية مناهضة لثوار. في أغسطس 1943، تم السماح بإنشاء كتيبة ثالثة. مع توسعها، سمح للوحدة بعرض شارة الرتب (شعار في البداية على شكل مدافع متقاطعة، ثم غير إلى وقنبلين يدويتين عصويتين متقاطعتين في وقت لاحق). خلال هذه الفترة، شهد الفوج قتالا عنيفا. قاد ديلوفانا بنفسه العديد من الاعتداءات.
في نوفمبر 1943، كان الفوج ملتزمًا بالخطوط الأمامية مع مجموعة الجيوش الوسطى في محاولة لوقف التقدم السوفييتي، وعانى من خسائر فادحة بسبب عدم الكفاءة. تلقى ديلوفانا الصليب الذهبي الألماني في 5 ديسمبر 1943 اعترافًا بجديته، ولكن بحلول 30 ديسمبر 1943، كانت الوحدة تتكون من 259 رجلًا فقط. تم إرسال أعداد كبيرة من المجرمين الذين تم العفو عنهم لإعادة بناء الفوج وبحلول أواخر فبراير 1944، عاد الفوج إلى قوته الكاملة. تقرر أنه لن يتم قبول المتطوعين الشرقيين في الوحدة بعد الآن، حيث أثبت الروس أنهم غير موثوق بهم بشكل خاص في القتال. استمرت العمليات المناهضة للبارتزيان حتى يونيو 1944، عندما أطلق السوفييت عملية باغراتيون، والتي كانت تهدف إلى تدمير مجموعة الجيوش الوسطى. بدأ ديلوفانا بالتراجع وتكبد الفوج خسائر فادحة لكنه وصل إلى بولندا..

### التراجع إلى بولندا

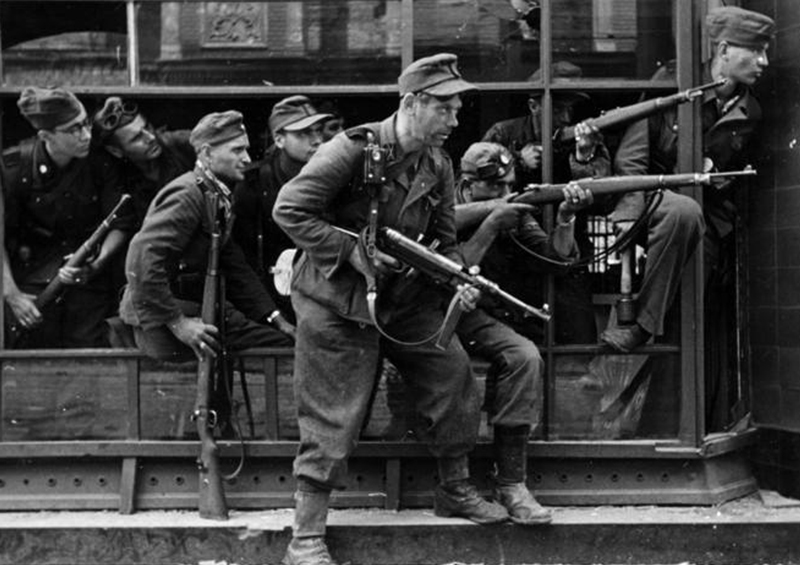
أعضاء SS-Sturmbrigade "Dirlewanger" في وسط وارسو عام 1944

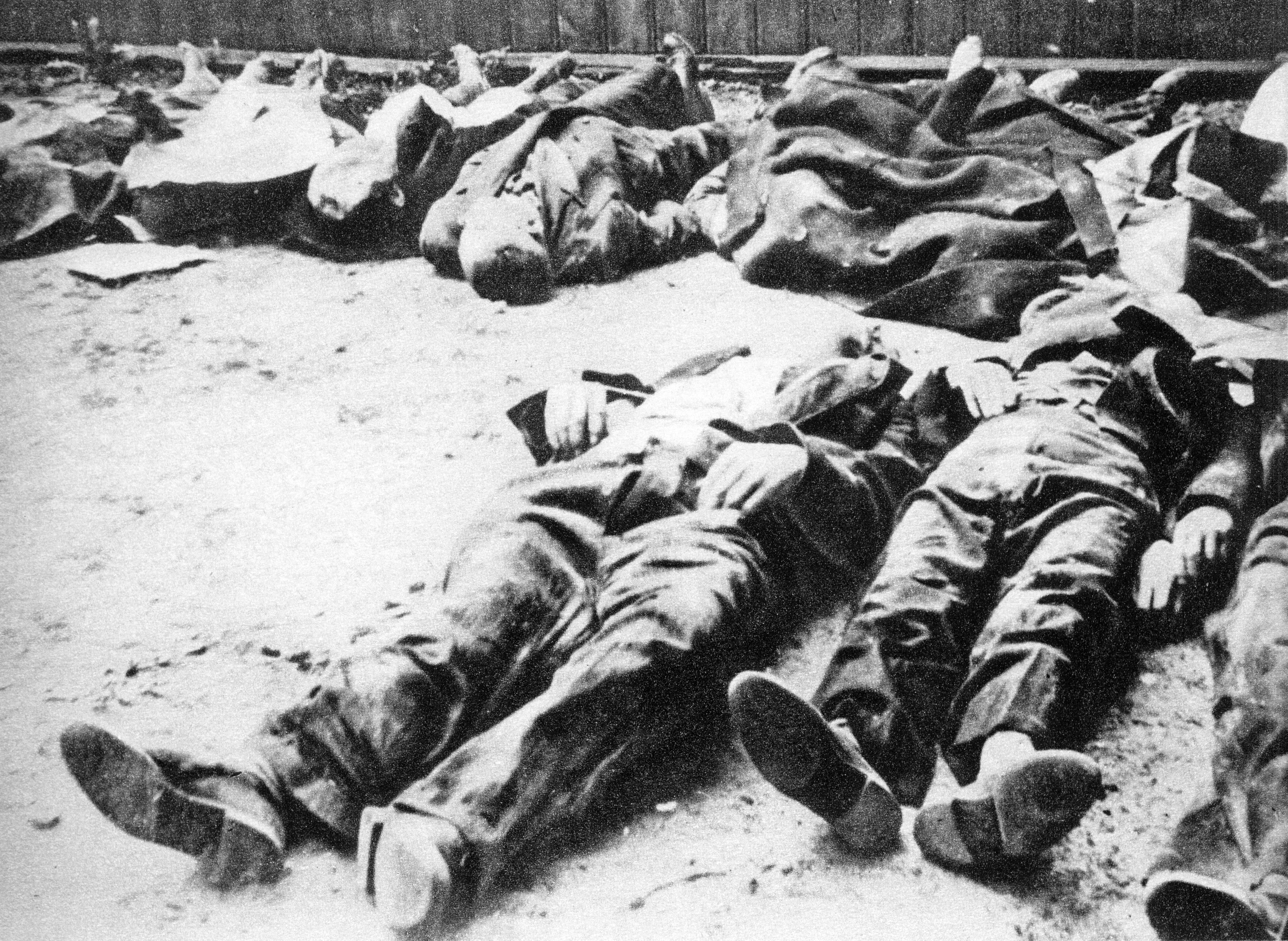
مقتل مدنيين بولنديين في مذبحة وولا. وارسو، أغسطس 1944

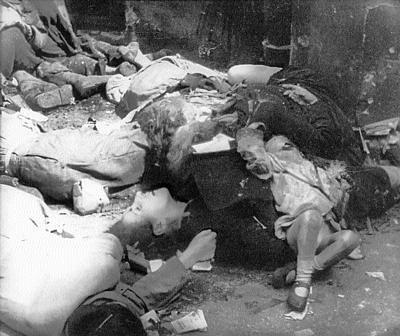
صورة تصور المدنيين البولنديين الذين قتلتهم قوات الأمن الخاصة الألمانية خلال انتفاضة وارسو في منطقة وولا، أغسطس 1944

عندما بدأ جيش الوطن انتفاضة وارسو بتاريخ 1 أغسطس 1944، أرسل ديلوفانا للعمل كجزء من مجموعة قتالية شكلها إس إس-جروبنفهر هاينز راينفارث. مرة أخرى تخدم جنبا إلى جنب مع ميليشيا برونيسلاف كامينسكي (تسمى الآن لواء شتورم إس إس رونا). بناء على أوامر جاءت مباشرة من زعيم الرايخ إس إس -هيملر، تم منح رجال كمنسكي وديلوفانا الحرية في الاغتصاب والنهب والسحل والتعذيب.

In what became known as the مذبحة وولا، Kaminski and Dirlewanger personnel indiscriminately massacred Polish combatants ‏ along with civilian men, women and children, in the Wola District ‏ of وارسو. Up to 40,000 civilians were murdered in Wola in less than two weeks of August, including all hospital patients and staff. Many otherwise unknown crimes committed by Dirlewanger at Wola were later revealed by Mathias Schenck, a Belgian national who was serving in the area as a German Army sapper. Regarding an incident in which 500 small children were murdered, Schenck stated: 
 وصل الفوج إلى وارسو ومعه 865 فقط من الأفراد المجندين و16 ضابطًا، لكنه سرعان زود ب2500 بديل. وشمل هؤلاء 1900 مدان ألماني من المعسكر العسكري في غدانسك ماتزكاو. ومع ذلك، فقد ألحقت المقاومة البولندية أرقامًا عالية جدًا بالقتلى أثناء القتال في وارسو. خلال الحرب الحضرية التي استمرت شهرين، فقد ديلوفانا 2733 رجل. وبذلك بلغ مجموع الضحايا 315٪ من القوة الأولية للوحدة. في حين تم انتقاد بعض أعمال الفوج من قبل فون ديم باخ (الذي وصفها بعد الحرب بأنهم «قطيع من الخنازير»)  وقائد القطاع، جنرال مايجور غونتر روهر، رشح Reinefarth ديلوفانا للحصول على وسام الفارس الصليبي الحديدي والترقية إلى SS-Oberführer der Reserve.
بحلول 3 أكتوبر 1944، استسلم المتمردون البولنديون الباقون وقضى الفوج المستنفد الشهر التالي يحرس الخط على طول نهر فيستولا. خلال هذا الوقت، تم ترقية الفوج إلى وضع اللواء، وتمت تسميته SS-Sonderbrigade Dirlewanger (SS Special Brigade Dirlewanger). في أوائل أكتوبر، تقرر ترقية ديلوفانا مرة أخرى، هذه المرة إلى لواء مقاتل لفافن-إس إس. وبناء عليه، أعيد تشكيلها 2. SS-Sturmbrigade Dirlewanger في ديسمبر 1944،  وسرعان ما وصلت إلى مجموعه مكونة من 4000 رجل.

### سلوفاكيا والمجر
عندما بدأت الانتفاضة الوطنية السلوفاكية في أواخر أغسطس 1944، كان اللواء المشكل حديثًا ملتزمًا بالعمل. لعب اللواء دورًا كبيرًا في قمع التمرد بحلول 30 أكتوبر. مع عدم وجود شك في نتيجة الحرب، بدأت أعداد كبيرة من السجناء السياسيين الشيوعيين والاشتراكيين بالتقدم للانضمام إلى ديلوفانا على أمل الانشقاق إلى السوفييت. تم تعيين إس إس- بريغيجاديه فوهرر فريتز شميدس، العار القائد السابق لفرقة إس إس الشرطة الرابعة في ديلوفانا بنائا على اوامر هيملر عقابا له على رفضه تنفيذ الأوامر. مع خبرته القتالية الواسعة، أصبح شميديس المستشار غير الرسمي لديلوفانا في القتال في الخطوط الأمامية.
في ديسمبر، تم إرسال اللواء إلى الجبهة في المجر. في حين انهارت العديد من الكتائب المشكلة حديثًا المكونة من المتطوعين الشيوعيين والاشتراكيين، قاتلت عدة كتائب أخرى بشكل جيد.   خلال قتال لمدة شهر، تكبد اللواء خسائر فادحة وتم سحبه إلى سلوفاكيا لتجديده وإعادة تنظيمه.

### ألمانيا
في فبراير 1945، صدرت أوامر بتوسيع اللواء إلى فرقة. ومع ذلك، قبل أن يبدأ تنفيذه، تم إرساله شمالًا إلى خط أودر-نايسه في محاولة لوقف التقدم السوفيتي. في 14 فبراير 1945، أعيد تشكيل اللواء ليكون 36. Waffen-Grenadier-Division der SS.
عندما بدأ الهجوم السوفياتي الأخير في 16 أبريل 1945، تم دفع الفرقة إلى الشمال الشرقي. في اليوم التالي، أصيب أوسكار ديرليوانغر بجروح خطيرة في القتال للمرة الثانية عشرة. نقل من الجبهة وتم إرساله إلى الخطوط الخلفية وتولى شميدس القيادة على الفور؛ لن يعد ديلوفانا إلى الفرقة. مع تزايد الفرار؛ عندما حاول شميدس إعادة تنظيم فرقته في 25 أبريل، وجد أنه لم يتبقى الكثير. في 28 أبريل 1945، تم شنق SS- Sturmbannführer Ewald Ehlers، الذي قاد فوج Waffen Grenadier 73 في SS داخل لواء ديلوفانا، من قبل رجاله. كان قائدا سابقا في محتشد اعتقال داكاو الذي أدين بالفساد. في 1 مايو 1945، محا السوفييت كل ما تبقى من الـ 36. الفرقة فافن-غراناديا في جيب هالب. البقية الصغيرة من الفرقة التي تمكنت من الهروب للوصول إلى خطوط الجيش الأمريكي على نهر إلبه. تمكن شميدس ورجاله من الوصول إلى الأمريكيين واستسلموا في 3 مايو.
حوالي 700 رجل من الفرقة نجوا من الحرب. في يونيو 1945، تم القبض على ديلوفانا من قبل القوات الفرنسية الحرة في ألمانيا. توفي في الحجز حيث حلول 8 يونيو / حزيران، قُتل على يد الجنود البولنديين في ألتسهاوزن. في عام 2009، زعمت السلطات البولندية أنها حددت ثلاثة أعضاء على قيد الحياة من ديلوفانا يعيشون في ألمانيا وأعلنت عزمها على مقاضاتهم.

## ترتيب المعركة
إس إس-لواء شتورم «ديلوفانا» (أكتوبر 1944)
- اللواء شتاب
- فوج قوات الأمن الخاصة 1
- فوج قوات الأمن الخاصة 2
- المدفعية-أبتاليون
- فوسيلير كومباني (سرية)
- بايونير كومباني (سرية)
- ناختشن-كومباني (سرية)

36. فرقة فافن-غرينداير-دير إس إس (مارس 1945)
- فرقة شتاب
- الفوج فافن-غرينداير-دير إس إس 72.
- الفوج فافن-غرينداير-دير إس إس73.
- بانزر أبتاليون شتانزدورف الأول
- المدفعية أبتاليون 36
- فوسيلير كومباني 36 (سرية)
- 1244. فولكس - غرينادير - فوج
- 687. (هير) اللواء الرائد
- 681. (هير) شفيغا-بانزر ياغر -أبتاليون (مدمرات الدبابات)

## ميراث
لا يزال النازيون الجدد يستخدمون شعار ديلوفانا. تم استخدامه من قبل كتيبة عيدار خلال الحرب في دونباس.